# Muzeum Holocaustu w Salonikach
Muzeum Holocaustu w Salonikach (gr. Μουσείο Ολοκαυτώματος Ελλάδος) – powstająca instytucja pamięci poświęcona Zagładzie żydowskiej społeczności Grecji. Wmurowanie kamienia węgielnego pod budowę nowej placówki miało miejsce w 2018 roku w obecności greckiego prezydenta i premiera.

## Idea budowy muzeum
Żydowska społeczność w mieście Saloniki uznawana jest za jedną z najstarszych w Europie (oraz ważny ośrodek języka ladino). Po roku 1492 Żydzi byli najliczniejszą grupą spośród różnych społeczności zamieszkujących to miasto. Pożar w roku 1917 przyczynił się do zniszczenia wielu żydowskich budynków, a okres II wojny światowej przyniósł eksterminację ludności. Budowane muzeum ma przypominać o losach społeczności żydowskiej w Grecji, ze szczególnym uwzględnieniem historii jej Zagłady. Muzeum mieścić się będzie w ośmiobocznej wieży o wysokości 32 metrów. Znajdą się w niej sale wystaw stałych, sale wystaw czasowych, audytorium na trzysta miejsc, pomieszczenia wielofunkcyjne do organizacji wydarzeń, biura i kawiarnia. Zgodnie z zamierzeniem inicjatorów budowy nowej placówki jej przestrzeń ma być wykorzystywana nie tylko do przypomnienia historii greckich Żydów, ale również służyć edukacji w zakresie praw człowieka.

## Zagłada greckich Żydów
W wyniku przeprowadzonej przez III Rzeszę w 1941 kampanii bałkańskiej Królestwo Grecji znalazło się pod okupacją niemiecką. Najliczniejsza żydowska społeczność Grecji zamieszkiwała wówczas w Salonikach. Wprowadzono tam rozporządzenia dotyczące m.in. oznakowania żydowskich sklepów oraz przesiedlenia do getta. W okresie między 20 marca a 19 sierpnia 1943 ponad 40 tys. Żydów z Salonik deportowano do Auschwitz, gdzie zostali zamordowani. Według szacunków podawanych przez Jad Waszem łączna liczba deportowanych mogła sięgać nawet 54 tysięcy. Opisując Zagładę greckich Żydów zwraca się uwagę na fakt, że na trudny los tej grupy dodatkowo wpływała kwestia odległości (transport trwał nawet kilkanaście dni) oraz bariera językowa po dotarciu do obozu.